# Villalval
Villalval est une commune du municipio (municipalité ou canton) de Cardeñuela Riopico situé dans le Nord de l’Espagne, dans la comarca (comté ou pays ou arrondissement) d'Alfoz de Burgos dans la Communauté autonome de Castille-et-León, province de Burgos.
Villalval est situé à 1,5 km au nord de la capitale du municipio, sur le flanc ouest de la Sierra de Atapuerca et au sud de la peña Matgrande (1 082), sur le chemin de Saint-Jacques-de-Compostelle entre le monastère de San Juan de Ortega et Orbaneja Riopico.
Sa population était de 14 habitants en 2006 et de 18 habitants en 2008.
Le Camino francés du Pèlerinage de Saint-Jacques-de-Compostelle passe par le territoire de cette localité et même par la localité si on emprunte une variante sud par Cardeñuela Riopico.

## Histoire
Villalval était un municipio jusqu'en 1842.

## Culture et patrimoine

### Le Pèlerinage de Compostelle
Par le Camino francés du Pèlerinage de Saint-Jacques-de-Compostelle, le chemin vient d'Atapuerca dans le municipio du même nom.
La prochaine halte est soit Cardeñuela Riopico dans le municipio du même nom, soit directement Orbaneja Riopico dans le même municipio, en passant par une piste sur le plateau.

### Patrimoine religieux
L'église paroissiale était en ruine en 2010. Il existe un projet visant à la réhabiliter pour la transformer en refuge pour pèlerins (albergue de peregrinos).

## Sources et références
- (es) Cet article est partiellement ou en totalité issu de l’article de Wikipédia en espagnol intitulé « Villalval » (voir la liste des auteurs).
- Grégoire, J.-Y. & Laborde-Balen, L. , « Le Chemin de Saint-Jacques en Espagne - De Saint-Jean-Pied-de-Port à Compostelle - Guide pratique du pèlerin », Rando Éditions, mars 2006,  (ISBN 2-84182-224-9)
- « Camino de Santiago St-Jean-Pied-de-Port - Santiago de Compostela », Michelin et Cie, Manufacture Française des Pneumatiques Michelin, Paris, 2009,  (ISBN 978-2-06-714805-5)
- « Le Chemin de Saint-Jacques Carte Routière », Junta de Castilla y León, Editorial Everest